# Kasunga arkheana
Kasunga arkheana är en insektsart som beskrevs av Rauno E. Linnavuori 1979. Kasunga arkheana ingår i släktet Kasunga och familjen dvärgstritar. Inga underarter finns listade i Catalogue of Life.